# První brněnská strojírna
První brněnská strojírna (PBS) je český strojírenský podnik se sídlem v Brně, zaměřený na oblast energetického průmyslu. Jeho předchůdcem byla strojírna ve Šlapanicích, založená roku 1814. Závod, přemístěný v roce 1836 na dnešní Olomouckou ulici v Brně, se postupně stal jedním z nejvýznamnějších strojírenských podniků v Rakousko-Uhersku a Československu. Zaměřoval se především na konstrukci a výrobu parních turbín a kotlů. Po 2. světové válce se dále rozšiřoval a založil řadu pobočných závodů, např. v Tlmačích, Velké Bíteši a Třebíči. Po roce 1989 byl privatizován a postupně se rozpadl prodáním hlavního výrobního areálu v Brně i pobočných závodů. Ve 3. desetiletí 21. století První brněnská strojírna a.s. existuje jako inženýrsko-dodavatelská společnost v rámci holdingu PBS GROUP.

## Historie

### Šlapanická strojírna

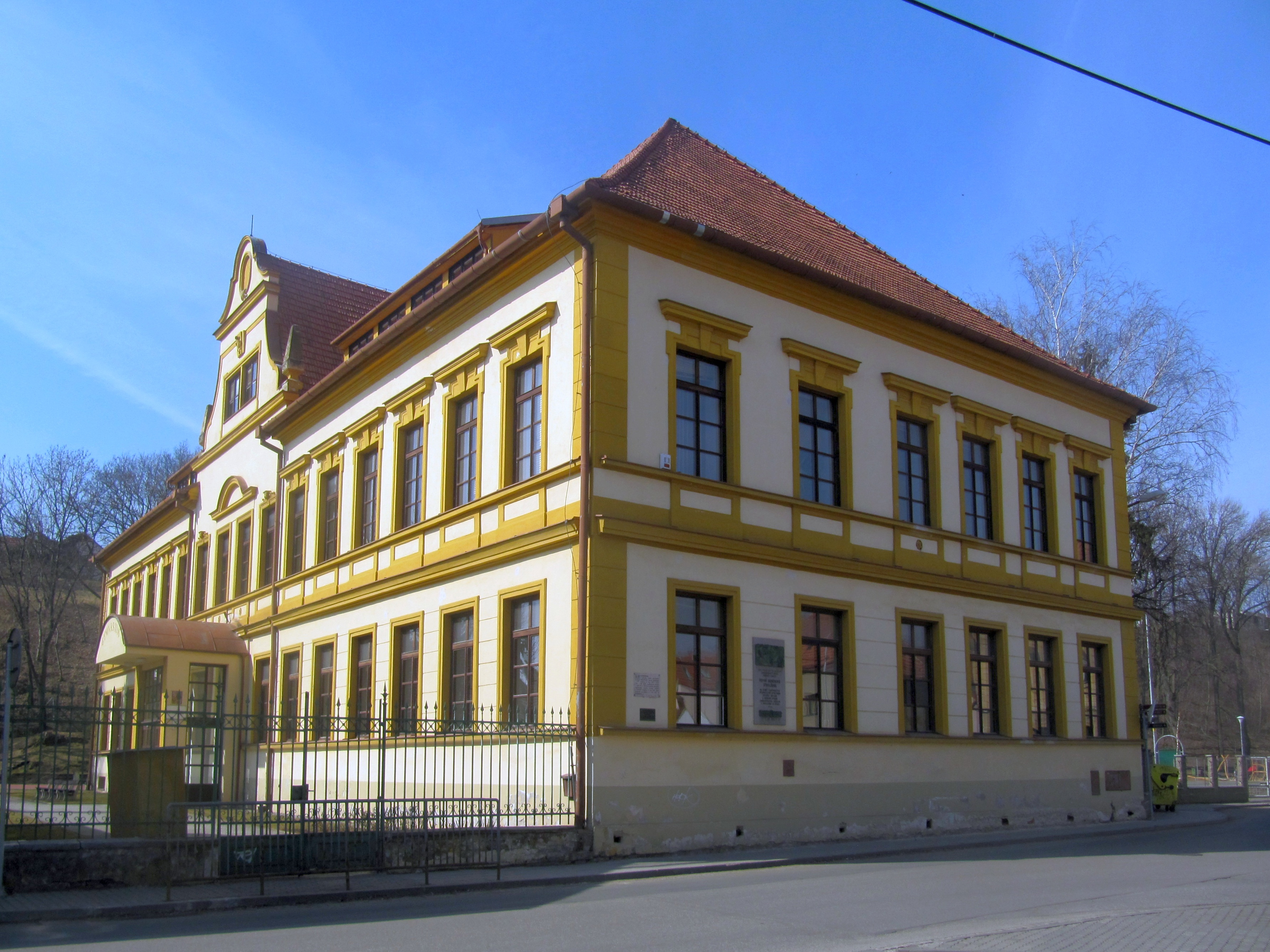
Bývalý zámek ve Šlapanicích, sídlo Reiffovy strojírny

V roce 1807 vznikla ve šlapanickém zámku a přilehlých budovách vlnařská továrna Josefa Schmalla. Později ji prodal Karlu Schöllovi a jeho společníkům. Jeden z nich, Johann Reiff, zde pak se společníky roku 1814 založil v Pavlánském mlýně strojírenskou dílnu, která měla sloužit potřebám textilky. Roku 1819 byla v budově zámku zřízena slévárna a strojírna. V roce 1824 podnik obdržel privilegium pro stavbu parních strojů a kotlů, ve stejném roce byl uveden do provozu první vyrobený parní stroj. Prostory ve Šlapanicích postupem času přestaly potřebám závodu postačovat. Reiffův nástupce Heinrich Alexander Luz proto v roce 1836 zakoupil pozemky u řeky Svitavy východně od Brna, při dnešní Olomoucké ulici. Ekonomickou výhodou této oblasti byla existující infrastruktura, např. zásobování parou, protože zde již sídlily jiné průmyslové podniky. Strojírna se tam přesunula v roce 1837. Do té doby ve Šlapanicích vzniklo přes 20 parních strojů, nejvíce ze všech výrobců v rakouské monarchii.

### Expanze a vznik První brněnské strojírenské společnosti

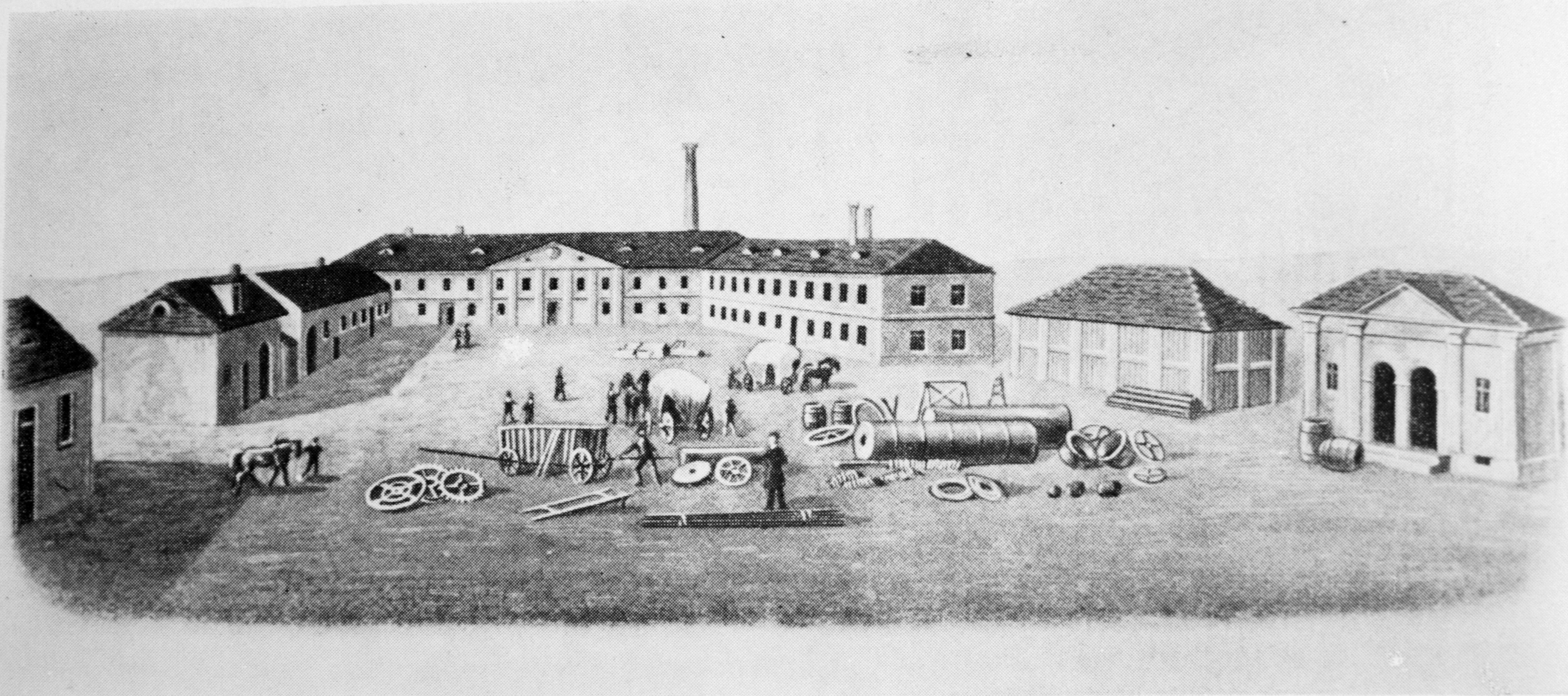
Strojírna H. A. Luze na Olomoucké ulici v Brně, kolem roku 1850

Výrobní sortiment strojírny H. A. Luze (K.k. priv. Maschinenfabrik H. A. Luz, Brünn) zahrnoval parní stroje a kotle, textilní stroje, pumpy, čerpadla, lisy, požární stříkačky a další produkty dle potřeb zákazníků. Po smrti Heinricha Luze roku 1852 podnik převzal jeho syn Karl. Strojírna se stala hlavním dodavatelem parních strojů do dolů na Moravě, především na Ostravsku. Firma prodělávala velký rozmach a v letech 1857–1862 byla přistavěna kotlárna a slévárna.
Roku 1872 proběhla fúze Luzovy strojírny se sousedním strojírenským podnikem Thomas Bracegirdle & Sohn na Malé Křenové, čímž vznikla První brněnská strojírenská společnost (v originále Erste Brünner Maschinen-Fabriks-Gesellschaft).
Po krachu na vídeňské burze roku 1873 nastala hospodářská krize, která postihla i brněnskou strojírnu. Provoz Bracegirdlovy strojírny byl zastaven a její výrobní program převzal závod na Olomoucké ulici. Během 80. let firma inovovala vyráběné parní stroje, a také parní kotle s využitím licence Babcock & Wilcox. V rámci racionalizace sortimentu skončila v roce 1894 produkce strojů pro textilní průmysl.

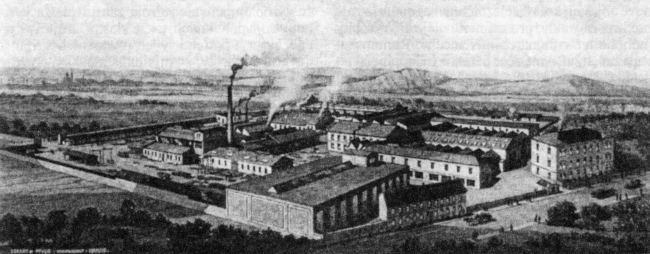
První brněnská strojírna v 90. letech 19. století

Začátek 20. století přinesl firmě další rozvojové impulzy. Roku 1902 došlo ke spojení se strojírnou Friedricha Wanniecka, sídlící na ulici Trnitá. V roce 1903 byla vyrobena první parní turbína podle licence britské firmy Parsons. Turbína měla výkon 100 kW při 1500 ot./min, s parametry páry 9 ata, 180 °C. Parní turbíny měly do budoucna tvořit jeden z pilířů výrobního programu.
Roku 1912 společnost fúzovala s vídeňským podnikem Paukerwerke, o rok později získala strojírnu bratří Roecků v Budapešti. První brněnská strojírenská společnost se stala jedním z nejvýznamnějších podniků svého druhu v Rakousko-Uhersku. Před první světovou válkou zde pracovalo asi 1500 zaměstnanců.

### Podnik za první republiky
Během první světové války zůstal výrobní program bez velkých změn, pouze se zčásti orientoval na zbrojní výrobu. Po válce se První brněnská strojírenská přeměnila na akciovou společnost a roku 1924 zfúzovala s podnikem Brand & Lhuillier. Podnik stál v čele vývoje vícetělesových turbín, roku 1922 vyrobil první vysokotlakou turbínu v Evropě. Strojírna se však kvůli nespláceným pohledávkám zadlužila, situaci měl zachránit úvěr 4 milionů dolarů, získaný ve Spojených státech roku 1924. Vedení podniku špatnou finanční situaci zatajovalo, což po jejím odhalení v roce 1926 vedlo k pádu akcií a úpadku podniku. Generální ředitel Paukert byl donucen odstoupit a vystřídal jej Anton Hödl, narozený v Innsbrucku, který vedl podnik až do roku 1945. Hödlovi se povedlo podnik finančně sanovat a během tří let zvýšit zisk a obnovit investice. Roku 1929 firma začala používat své známé logo. Výrobnímu sortimentu dominovaly vysokotlaké parní kotle a turbíny a stroje pro cukrovarnický a keramický průmysl. V letech 1929–1930 byla zrušena výroba v prostorách bývalé Wannieckovy továrny na Trnité. Její sortiment převzal hlavní závod na Olomoucké, který se rozšířil o novou halu. Podnik v té době zaměstnával asi 2000 pracovníků, během Velké hospodářské krize počátkem 30. let však jejich počet poklesl až na čtvrtinu. Po odeznění krize nastala opět konjunktura. V roce 1935 vytvořila První brněnská koncern s Královopolskou strojírnou. Ve stejném roce došlo k odprodání vídeňské Paukerovy strojírny. Roku 1937 vstoupila První brněnská do strojírenského kartelu Škody a Vítkovických železáren.
V letech 1941–1943 byl podnik začleněn do koncernu Reichswerke Hermann Göring. Výrobní program parních turbín a kotlů zůstal zachován i během války. Na konci války podnik utrpěl následkem amerických a sovětských náletů, které zničily velkou část výrobního závodu.

### Po druhé světové válce

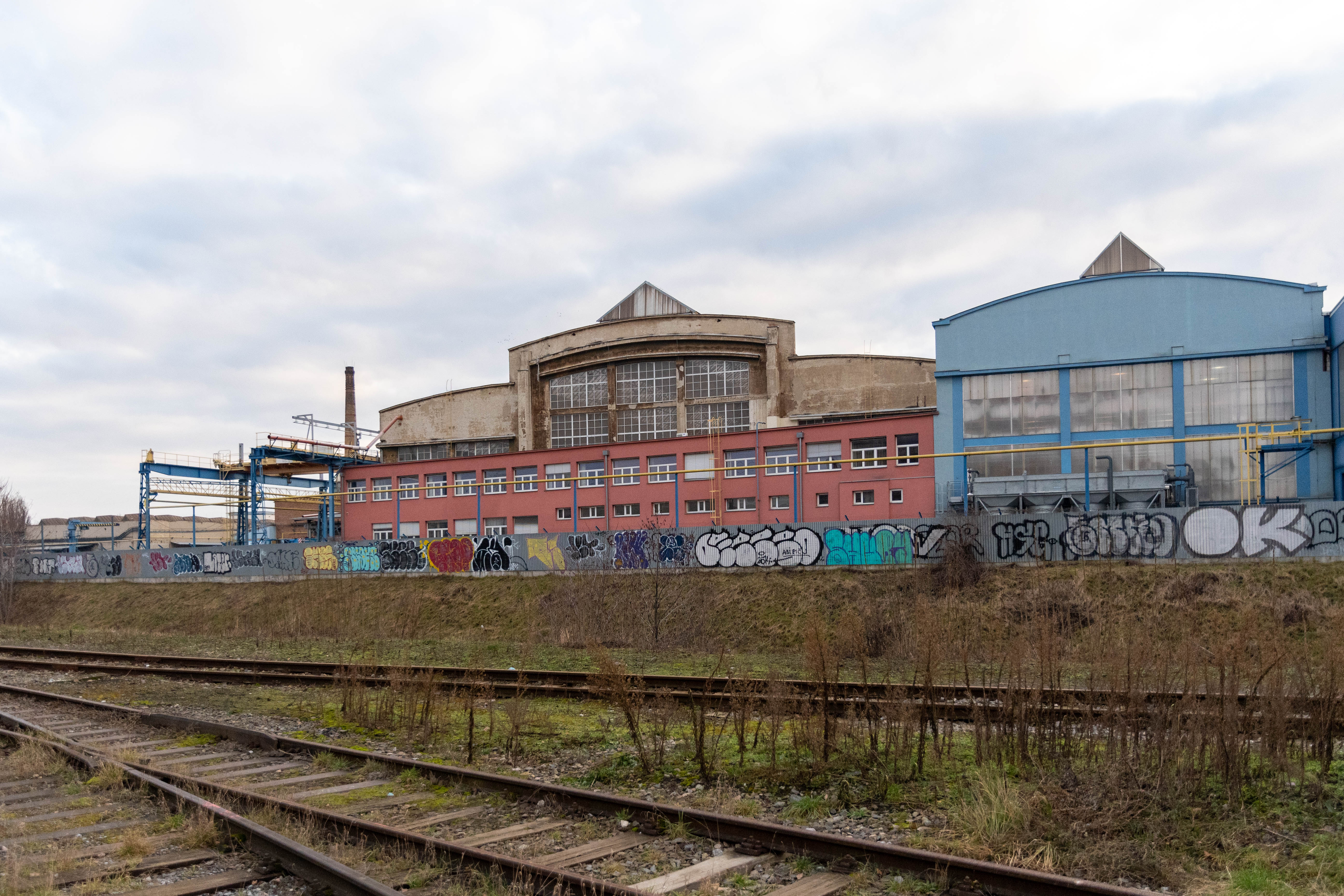
Bývalý výrobní areál na Olomoucké, v Brně-Židenicích

Po válce bylo německé vedení podniku odsunuto a k 1. lednu 1946 proběhlo znárodnění První brněnské strojírenské společnosti a její začlenění pod národní podnik První brněnská a Královopolská strojírna. Podnik pod svou správu dostal kolem 20 menších továren na Moravě i v Čechách. V letech 1946–1947 probíhala rekonstrukce a zprovozňování během války zničeného závodu. Roku 1950 došlo k oddělení Královopolské strojírny a zbylý podnik nadále nesl název První brněnská strojírna, závody Klementa Gottwalda, n. p. Po řadě organizačních změn byl nakonec roku 1965 začleněn jako koncernový podnik do koncernu Škoda Plzeň.
Strojírna postupně expandovala založením pobočných závodů v Tlmačích, Velké Bíteši a Třebíči, později i v Mikulově a Oslavanech. V roce 1960 v brněnském závodě pracovalo více než 7400 zaměstnanců. Roku 1987 měla celá PBS přes 10 tisíc pracovníků, z toho 6355 v hlavním brněnském závodě, zbytek v pobočných závodech.
V polovině 80. let tvořily výrobní program parní turbíny do 70 MW, spalovací a expanzní turbíny, turbodmychadla, parní kotle, hořáky, ohříváky vzduchu, uhelné mlýny a mlýnice, odlitky z šedé litiny a hliníku, výkovky a další výrobky. Hlavní část produkce směřovala do Sovětského svazu. První brněnská strojírna dodávala výrobky i investiční celky také do ostatních zemí RVHP, zemí třetího světa i některých západních států. V Československu podnik realizoval řadu dodávek především pro teplárny a elektrárny. Zhotovil mimo jiné největší elektrárenský kotel v Československu na bloku Mělník III s kapacitou 1600 t/h páry.
První brněnská strojírna poskytovala svým zaměstnancům a jejich rodinám sociální a zdravotní zaopatření, ve formě podnikových bytů a sídlišť, závodních poliklinik a ordinací, rekreačních zařízení (Krahulov, Tavíkovice, dětský tábor Biskupice aj.).

### Po roce 1989

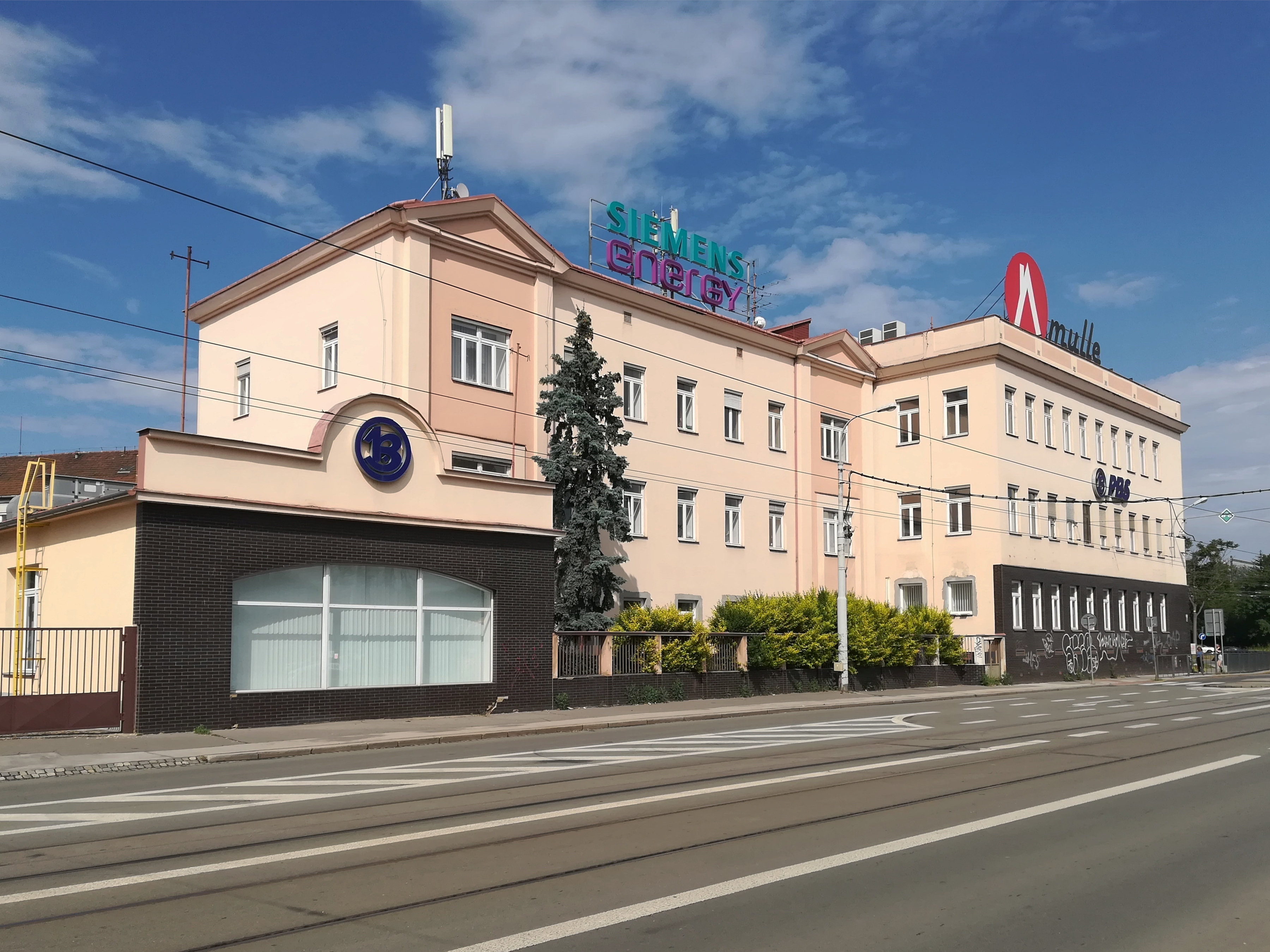
Správní budova bývalé První brněnské strojírny, Olomoucká 3419/9, sídlo nynější PBS Brno a Siemens Energy (bývalá divize parních turbín)

Rozpad východního bloku narušil dosavadní obchodní vazby a pro PBS nastalo obtížné období. Již v roce 1990 se přeměnila na akciovou společnost. V roce 1993 založila společný podnik s koncernem ABB pod názvem ABB První brněnská strojírna, s. r. o. Do něj PBS vložila areál na Olomoucké s výrobou kotlů a turbín, ABB pak know-how a finanční zajištění. PBS držela ve společném podniku 33% podíl. Spolupráce obou firem však nenaplnila původní očekávání. PBS navíc finančně zatěžovala prodělečná zakázka na výstavbu tepelné elektrárny v íránském Iranshahru, velkou ztrátu musel pomoci vykrýt český stát. Roku 1997 PBS prodala partnerovi svůj podíl ve společném podniku. Původní joint venture se přejmenoval na ABB Energetické systémy. V roce 2000 jej ABB prodala skupině Alstom, podnik nadále nesl název Alstom Power. Roku 2003 Alstom odprodal divizi energetického strojírenství včetně výroby parních turbín firmě Siemens. Zůstala mu konstrukce kotlů, kotelen a zařízení pro elektrárny. Roku 2006 odprodal divizi Průmyslové kotle a elektrárny rakouské firmě Austrian Energy & Environment (AE&E). Tato část později dále změnila majitele a počátkem 3. desetiletí 21. století tvoří společnost UNIS Power.

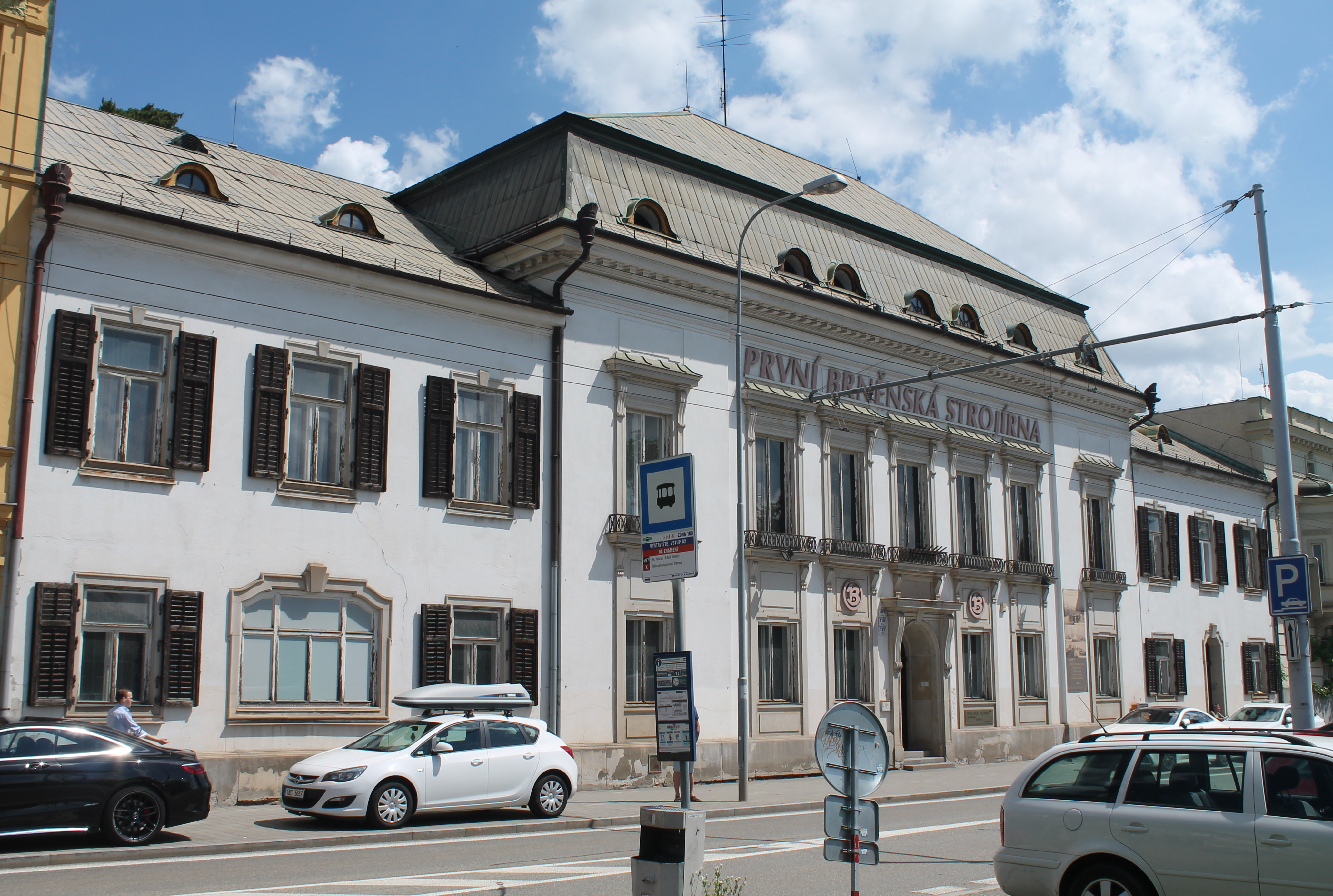
Bývalé sídlo PBS Holding, Hlinky 110

Po odprodání brněnského závodu zůstaly z původní První brněnské strojírny pouze konstrukční a obchodní kapacity, pobočné závody a další nemovitý majetek (kanceláře, byty, učiliště, rekreační zařízení aj.). Podnik na konci 90. let tvořila mateřská společnost První brněnská strojírna Holding, a.s. se sídlem na ulici Hlinky 110, pod níž spadaly pobočné závody Třebíč a Velká Bíteš a brněnská PBS Brno DIZ (dodavatelsko-inženýrský závod, asi 40 pracovníků). V této době také čelila pokusům o násilné převzetí.
V roce 2000 došlo k odprodání většinových podílů v závodech Třebíč a Velká Bíteš. Vznikly tak samostatné podniky První brněnská strojírna Třebíč a První brněnská strojírna Velká Bíteš, které na základě dohody směly nadále používat značku PBS. Jádrem podniku zůstala První brněnská strojírna Brno DIZ, a.s. Firma se přeorientovala na projekční a inženýrsko-dodavatelskou společnost, bez vlastních výrobních kapacit. Během 1. desetiletí 21. století prošla několikerou změnou majitele, byl také postupně odprodán zbylý nemovitý majetek.
Roku 2009 PBS DIZ přešla do vlastnictví skupiny EP Industries podnikatele Daniela Křetínského. V roce 2014 ji prodal holdingu PBS GROUP, který již vlastnil bývalý pobočný závod PBS Velká Bíteš. V rámci PBS GROUP figuruje PBS Brno jako inženýrsko-dodavatelská společnost, zabývající se především výstavbou energetických a teplárenských investičních celků.